# Агнес фон Барби
Агнес фон Барби (на немски: Agnes von Barby; † пр. 25 април 1395) от фамилията Барби е графиня на Мюлинген и чрез женитба графиня на Глайхен-Тона.

## Произход
Тя е дъщеря на граф Гюнтер IV/II фон Барби-Мюлинген († 1404) и първата му съпруга Констанция († 1372). Баща ѝ се жени втори път пр. 4 август 1293 г. за Доротея фон Глайхен († 1385).

## Фамилия
Агнес фон Барби-Мюлинген се омъжва пр. 29 ноември 1386 г. за граф Ернст VII фон Глайхен-Тона († 1414/1415), син на граф Хайнрих VI фон Глайхен-Tona († 1378/1379) и Юта фон Кверфурт († 1370). Те имат два сина:
- Фридрих фон Глайхен († 15 юни 1426), убит в битката при Аусиг, женен пр. 15 юли 1399 г. за Мехтилдис
- Ервин IV фон Глайхен († 15 юни 1426), убит в битката при Аусиг

Ернст VII фон Глайхен-Тона се жени втори път на 25 април 1395 г. за Елизабет фон Валдек († 1423).